# Corrida dos Campeões de 1976
A 11ª edição da Corrida dos Campeões aconteceu em Brands Hatch, na Inglaterra, em 14 de março de 1976. A corrida não contou pontos para o Campeonato Mundial de Pilotos de Fórmula 1 daquele ano.

## Classificação da Prova
| Pos | Nº | Piloto             | Chassi-Motor | Voltas | Tempo/Diferença     |
| --- | -- | ------------------ | ------------ | ------ | ------------------- |
| 1   | 11 | James Hunt         | McLaren-Ford | 40     | 58'01"23            |
| 2   | 19 | Alan Jones         | Surtees-Ford | 40     | + 18"42             |
| 3   | 20 | Jacky Ickx         | Hesketh-Ford | 40     | + 23"17             |
| 4   | 9  | Vittorio Brambilla | March-Ford   | 40     | + 2'25"69           |
| 5   | 22 | Chris Amon         | Ensign-Ford  | 39     | + 1 volta           |
| 6   | 16 | Tom Pryce          | Shadow-Ford  | 39     | + 1 volta           |
| 7   | 33 | Patrick Nève       | Brabham-Ford | 39     | + 1 volta           |
| 8   | 6  | Gunnar Nilsson     | Lotus-Ford   | 38     | Motor               |
| Ret | 5  | Bob Evans          | Lotus-Ford   | 36     | Pane seca           |
| Ret | 32 | Loris Kessel       | Brabham-Ford | 31     | Motor               |
| Ret | 24 | Harald Ertl        | Hesketh-Ford | 17     | Motor               |
| Ret | 1  | Niki Lauda         | Ferrari      | 17     | Freios              |
| Ret | 28 | John Watson        | Penske-Ford  | 12     | Acidente            |
| Ret | 8  | José Carlos Pace   | Brabham-Ford | 8      | Motor               |
| Ret | 3  | Jody Scheckter     | Tyrrell-Ford | 2      | Acidente            |
| DNS | 36 | Giancarlo Martini  | Ferrari      | 0      | Acidente no Warm Up |

## Grid de Largada
| Pos | No | Piloto             | Equipe       | Tempo   |
| --- | -- | ------------------ | ------------ | ------- |
| 1   | 3  | Jody Scheckter     | Tyrrell-Ford | 1'20"42 |
| 2   | 1  | Niki Lauda         | Ferrari      | 1'22"77 |
| 3   | 6  | Gunnar Nilsson     | Lotus-Ford   | 1'23"56 |
| 4   | 20 | Jacky Ickx         | Hesketh-Ford | 1'23"72 |
| 5   | 11 | James Hunt         | McLaren-Ford | 1'23"80 |
| 6   | 19 | Alan Jones         | Surtees-Ford | 1'23"81 |
| 7   | 5  | Bob Evans          | Lotus-Ford   | 1'24"05 |
| 8   | 28 | John Watson        | Penske-Ford  | 1'24"26 |
| 9   | 16 | Tom Pryce          | Shadow-Ford  | 1'24"32 |
| 10  | 8  | José Carlos Pace   | Brabham-Ford | 1'24"50 |
| 11  | 22 | Chris Amon         | Ensign-Ford  | 1'25"08 |
| 12  | 32 | Loris Kessel       | Brabham-Ford | 1'25"98 |
| 13  | 33 | Patrick Nève       | Brabham-Ford | 1'26"39 |
| 14  | 24 | Harald Ertl        | Hesketh-Ford | 1'26"67 |
| 15  | 36 | Giancarlo Martini  | Ferrari      | 1'27"75 |
| 16  | 9  | Vittorio Brambilla | March-Ford   | 1'30"23 |